# Tamara Pamiatnikh
Tamara Ustinovna Pamiatnikh (rus: Тамара Устиновна Памятных) (?, 30 de desembre de 1919 - Rostov del Don, 26 de juliol de 2012) va ser una militar russa, pilot de caça de les Força Aèria Soviètica durant la Segona Guerra Mundial. El 19 de març de 1943, després d'una actuació de patrullatge, va ser guardonada amb l'Orde de la Bandera Roja.

## Carrera
Va començar a volar planadors als 16 anys, i aviat es va classificar per a obtenir una llicència de pilot privat i el certificat d'instructor a l'escola de vol d'Uliànovsk. Quan va començar la Segona Guerra Mundial, es va allistar a les forces armades soviètiques. Quan a l'any 1941 es va demanar a Marina Raskova que reclutés dones pilots, Pamiatnikh era prou coneguda com a pilot que va ser específicament seleccionada.
A l'octubre de 1941 va seguir realitzant vols a Engels, óblast de Saràtov i, posteriorment, va ser assignada al 586è Regiment d'aviació de caça al costat d'altres dones, com Lídia Lítviak, i va treballar fent parella amb Galina Búrdina. Com a tinent júnior, el 19 de març de 1943 va patrullar una cruïlla ferroviària amb Raïssa Surnatxévskaia. Davant d'un atac de 42 bombarders Junkers, les dues pilots van atacar amb el sol al darrere. Cadascuna va abatre dos bombarders, amb Pamiatnikh continuant lluitant fins que es va quedar sense munició. Finalment va decidir desplaçar un tercer bombarder estretament apropant-s'hi, però quan era a escassos metres, va rebre l'impacte en una de les seves ales i va perdre el control. Va sortir precipitada cap a terra i es va llançar en paracaigudes. Els locals testimonis del combat es van precipitar a ajudar-la i van quedar impactats quan van descobrir que era una dona. Va ser traslladada a la base i s'hi va assabentar que s'havia frustrat l'atac alemany ja que la resta de bombarders s'havien fet enrere. Pel seu heroisme, va ser guardonada amb l'Orde de la Bandera Roja i va rebre un rellotge d'or del rei Jordi VI del Regne Unit.
Durant una altra missió va ser abatuda per foc amic. L'any 1944 es va casar amb Nikolai Chasnyk, un heroi de la Unió Soviètica i comandant d'esquadró adjunt en el 148è Regiment d'aviació de guàrdies de caça. Tots dos van sobreviure a la guerra, tot i que ell va passar un temps en un camp de concentració nazi. Després del final de la guerra, van tenir tres fills. Pamiatnikh va desenvolupar el càrrec de presidenta de la Comissió de dones de veterans de guerra.